# Pirapó
Pirapó is een gemeente in de Braziliaanse deelstaat Rio Grande do Sul. De gemeente telt 2.979 inwoners (schatting 2009).

## Aangrenzende gemeenten
De gemeente grenst aan Dezesseis de Novembro, Roque Gonzales en São Nicolau.

### Landsgrens
En met als landsgrens aan de gemeente Santa María in het departement Concepción in de provincie Misiones met het buurland Argentinië.